# Calyptrocalyx merrillianus
Calyptrocalyx merrillianus là loài thực vật có hoa thuộc họ Arecaceae. Loài này được (Burret) Dowe & M.D.Ferrero mô tả khoa học đầu tiên năm 2001.